# Nozeroy
Nozeroy /nɔzˈʀwa/ è un comune francese di 420 abitanti situato nel dipartimento del Giura nella regione della Borgogna-Franca Contea.

## Società

### Evoluzione demografica
Abitanti censiti